# Campionati mondiali di sollevamento pesi 2019 - +109 kg maschile
Le gare di sollevamento pesi della categoria oltre i 109 kg maschile — pesi supermassimi — dei campionati mondiali del 2019 si sono svolte il 27 settembre 2019 a Pattaya presso l'Eastern National Sports Training Center.
Chen Shih-Chieh, inizialmente classificatosi al 7° posto, venne squalificato per quattro anni nel dicembre del 2019 per utilizzo del testosterone e il piazzamento ottenuto nel mondiale 2019 fu annullato.

## Programma
L'orario indicato corrisponde a quello thailandese (UTC+07:00)
| Data              | Orario | Evento   |
| ----------------- | ------ | -------- |
| 27 settembre 2019 | 09:00  | Gruppo C |
| 27 settembre 2019 | 11:00  | Gruppo B |
| 27 settembre 2019 | 15:55  | Gruppo A |

## Medagliati
Per ciascun esercizio, i primi tre classificati sono i seguenti:
| Esercizio | Oro               | Oro    | Argento      | Argento | Bronzo           | Bronzo |
| --------- | ----------------- | ------ | ------------ | ------- | ---------------- | ------ |
| Strappo   | Lasha T'alakhadze | 220 kg | Gor Minasyan | 212 kg  | Walid Bidani     | 200 kg |
| Slancio   | Lasha T'alakhadze | 264 kg | Gor Minasyan | 248 kg  | Ruben Aleksanyan | 245 kg |
| Totale    | Lasha T'alakhadze | 484 kg | Gor Minasyan | 460 kg  | Ruben Aleksanyan | 437 kg |

## Record
Prima di questa competizione, i record mondiali esistenti erano i seguenti:
| Record mondiale | Strappo | Lasha T'alakhadze | 218 kg | Batumi, Georgia | 13 aprile 2019 |
| Record mondiale | Slancio | Lasha T'alakhadze | 260 kg | Batumi, Georgia | 13 aprile 2019 |
| Record mondiale | Totale  | Lasha T'alakhadze | 478 kg | Batumi, Georgia | 13 aprile 2019 |

## Risultati
| Pos. | Atleta                      | Gr. | Peso atleta | Strappo (kg) | Strappo (kg) | Strappo (kg) | Strappo (kg) | Slancio (kg) | Slancio (kg) | Slancio (kg) | Slancio (kg) | Totale |
| Pos. | Atleta                      | Gr. | Peso atleta | 1            | 2            | 3            | Pos.         | 1            | 2            | 3            | Pos.         | Totale |
| ---- | --------------------------- | --- | ----------- | ------------ | ------------ | ------------ | ------------ | ------------ | ------------ | ------------ | ------------ | ------ |
|      | Lasha T'alakhadze (GEO)     | A   | 168.65      | 208          | 215          | 220          |              | 247          | 255          | 264          |              | 484    |
|      | Gor Minasyan (ARM)          | A   | 150.80      | 200          | 207          | 212          |              | 237          | 243          | 248          |              | 460    |
|      | Ruben Aleksanyan (ARM)      | A   | 153.85      | 192          | 192          | 192          | 6            | 241          | 245          | —            |              | 437    |
| 4    | Ėduard Zjazjulin (BLR)      | A   | 134.55      | 193          | 198          | 201          | 4            | 225          | 234          | 234          | 7            | 432    |
| 5    | Walid Bidani (ALG)          | A   | 142.40      | 191          | 197          | 200          |              | 222          | 231          | 238          | 9            | 431    |
| 6    | Man Asaad (SYR)             | B   | 144.60      | 183          | 189          | 192          | 8            | 225          | 233          | 241          | 5            | 430    |
| 7    | Fernando Reis (BRA)         | A   | 153.30      | 185          | 191          | 192          | 5            | 225          | 232          | 236          | 8            | 424    |
| 8    | Hojamuhammet Toýçyýew (TKM) | A   | 150.90      | 180          | 187          | 189          | 16           | 235          | 242          | —            | 4            | 422    |
| 9    | Ali Davoudi (IRI)           | A   | 169.10      | 190          | 198          | 199          | 7            | 230          | 244          | 244          | 11           | 420    |
| 10   | Jiří Orság (CZE)            | B   | 129.85      | 176          | 176          | 180          | 18           | 230          | 240          | 250          | 6            | 416    |
| 11   | Eishiro Murakami (JPN)      | B   | 138.20      | 180          | 185          | 185          | 11           | 217          | 224          | 230          | 10           | 415    |
| 12   | Giorgi Chkheidze (GEO)      | B   | 131.50      | 178          | 182          | 185          | 10           | 222          | 227          | 231          | 14           | 412    |
| 13   | Antonij Savčuk (RUS)        | B   | 140.40      | 179          | 179          | 183          | 13           | 217          | 222          | 226          | 15           | 409    |
| 14   | Ham Sang-il (KOR)           | B   | 142.40      | 180          | 187          | 190          | 15           | 220          | 227          | 232          | 13           | 407    |
| 15   | Caine Wilkes (USA)          | B   | 146.25      | 175          | 181          | 187          | 14           | 215          | 222          | 227          | 17           | 403    |
| 16   | David Liti (NZL)            | C   | 173.40      | 163          | 168          | 173          | 21           | 216          | 222          | 227          | 12           | 400    |
| 17   | Mart Seim (EST)             | B   | 148.75      | 175          | 175          | 175          | 20           | 225          | 230          | 230          | 16           | 400    |
| 18   | Péter Nagy (HUN)            | B   | 157.00      | 176          | 181          | 182          | 17           | 215          | 221          | 225          | 18           | 397    |
| 19   | David Litvinov (ISR)        | C   | 128.30      | 176          | 181          | 184          | 12           | 205          | 205          | 211          | 21           | 395    |
| 20   | Enzo Kuworge (NED)          | C   | 142.85      | 161          | 166          | 170          | 24           | 213          | 213          | 215          | 19           | 381    |
| 21   | Raúl Manríquez (MEX)        | C   | 184.20      | 165          | 171          | 176          | 22           | 205          | 215          | 215          | 22           | 376    |
| 22   | Anthony Coullet (FRA)       | C   | 149.10      | 158          | 163          | 166          | 25           | 212          | 219          | 222          | 20           | 375    |
| 23   | Kim Tollefsen (NOR)         | C   | 120.50      | 157          | 162          | 164          | 26           | 200          | 205          | 208          | 23           | 367    |
| 24   | Gilberto Lemus (GUA)        | C   | 125.90      | 165          | 171          | 176          | 23           | 195          | 205          | 206          | 24           | 366    |
| —    | Mohsen Dadras (IRI)         | A   | 167.40      | 181          | 186          | 190          | 9            | 225          | 225          | 230          | —            | —      |
| —    | Fernando Salas (ECU)        | C   | 172.15      | 163          | 170          | 175          | 19           | 193          | —            | —            | —            | —      |
| —    | Kamil Kučera (CZE)          | B   | 153.15      | 176          | 176          | 176          | —            | 225          | —            | —            | —            | —      |
| DSQ  | Chen Shih-chieh (TPE)       | A   | 156.30      | 185          | 190          | 193          | —            | 235          | 242          | 242          | —            | —      |